# Heliocarpus mexicanus
Heliocarpus mexicanus är en malvaväxtart som först beskrevs av Porphir Kiril Nicolai Stepanowitsch Turczaninow, och fick sitt nu gällande namn av Thomas Archibald Sprague. Heliocarpus mexicanus ingår i släktet Heliocarpus och familjen malvaväxter. Inga underarter finns listade i Catalogue of Life.